# هشام عبد الله
هشام عبد الله عبد الدايم ممثل مصري، بدأت حياته الفنية عام 1984م، ومن أشهر أدواره في فيلم الطريق إلى إيلات وكذلك مسلسل البخيل وأنا، في أعمال هامة منها: (ليالي الحلمية، تفاحة آدم، لحظات حرجة، خالتي صفية والدير، بوابة الحلواني، السيرة الهلالية) وغيرها.

## حياته
من مواليد 13 ديسمبر عام 1959، تخرج في معهد التربية الرياضية، متزوج من الناشطة السياسية (غادة محمد نجيب) وله منها ابن وابنة.

## أعماله الفنية
| - الصعلوك - تفاحة آدم - تماسيح النيل - أهل إسكندرية - الهاربتان - خيبر - زنقة الرجالة - لحظات حرجة 3 - الخفافيش - نعم مازلت آنسة - سامحنى يا زمن - خالتي صفية والدير - مجنون أميرة - ورقة توت - أنا قلبى دليلي - خاص جدا - ورق التوت - ايام الرعب والحب - علي مبارك - حكايات المدندش - عسكر وحرامية - قيود من نار - العندليب - 30 شارع مصطفى حسين - حارة الزعفراني - دائرة الاشتباه - القاهرة 2000 - زهور شتويه - أحلام في البوابة - الصعود إلى القلب - المهنة طبيب - الليل وآخره - شباب رايق جدا - زمن عماد الدين | - شكرا جدتي - بصمه في الظلام - عصفور تحت المطر - نجوم في سماء الحضارة الإسلامية - بوابة الحلواني - عين العقل - خيال الظل - نسر الشرق - لا تقتلوا الحب - الخير ينتصر أحيانا - الوهم والخديعة - الصورة - السيرة الهلالية ج2 - الجذور - ميراث الريح - الحنين إلى الماضي - شباب رايق جدا - المجهول - الوزير الشاعر - أسير بلا قيود - صقر قريش - التوأم - المرأه التى تكلم نفسها كثيراً - نسر الشرق - الماضي يعود الآن - أحلام كو - المعلمة والأستاذ - ليالي الحلمية (ج5) - كلام رجالة - الفرسان - بوابة الحلواني - العرضحالجى - الطريق إلى إيلات | - طول الليالي - الاختيار - ماما نور - ليالي الحلمية (ج4) - رأفت الهجان (ج3) - فى قلب الليل - القاتلة - شاويش نص الليل - البخيل وأنا - نور العيون - المساطيل - اللعب مع الكبار - اليقين - ليالي الحلمية - ليالي الحلمية - وداعا يا ولدي - الحب في غرفة الانعاش - الموظفون في الارض - البغبغان - صابر يا عم صابر - طريق النور - علاء الدين والأميرة ياسمين - اسطبل عنتر - نجم العائلة - حكايات عم عبدالتواب - ويأخذنا تيار الحياة - الخاتم - زمن السقوط - الفدان الأخير - زمن الحب والكراهية - أسير الماضي - اللغز - وحوش أليفة - زنزانة 65 |

## دور سياسي
شارك هشام عبد الله في ثورة 25 يناير، وكان أحد المعارضين للرئيس الأسبق محمد مرسي وشارك في مظاهرات 30 يونيو، وبرغم من تأييده للسيسي إلا أنه تراجع عن موقفه بعد الإنتهاكات والمعاملة السيئة للنشطاء، مما جعله يتعرض للهجوم هو وزوجته من قبل بعض وسائل الإعلام، وقد سافر إلى تركيا مؤخرا لتقديم برنامجه ابن البلد وينتقد فيه النظام الحاكم بمصر ويسلط الضوء على أهم القضايا التي تخص البلاد من وجهة نظره.

## وصلات خارجية
- هشام عبد الله على موقع الدهليز
- هشام عبد الله على موقع قاعدة بيانات الأفلام العربية
- فيديو للمثل هشام عبد الله من ميدان التحرير على يوتيوب